# 马拉特·塔拉索夫
马拉特·瓦西里耶维奇·塔拉索夫（俄语：Марат Васильевич Тарасов，1930年9月1日—2021年3月4日），卡累利阿人，俄罗斯诗人、作家。俄罗斯联邦功勋文化工作者。

## 生平
1930年生于卡累利阿苏维埃社会主义自治共和国孔多波加。早年丧父。1940年代苏德战争时期被疏散到沃洛格达州。1949年开始发表作品。1951年在《北方》杂志发表处女诗《学生》，1954年出版第一本诗集《壮举》。1950年代初，他在彼得罗扎沃茨克大学历史与语言系就读，同时在莫斯科高尔基文学院学习。1954年至1959年，担任《边疆》杂志诗歌部主任。1959年至1967年，担任卡累利阿苏维埃社会主义自治共和国作家协会责任书记。他还将卡累利阿语作家的作品翻译成俄语。1998年获俄罗斯联邦功勋文化工作者荣誉称号。2003年至2017年，担任卡累利阿作家协会主席。2021年3月4日逝世。